# James Grimes
James Matthew Grimes (ur. 26 marca 1968 w Londynie) – kanadyjski piłkarz angielskiego pochodzenia występujący na pozycji napastnika, reprezentant Kanady.

## Kariera klubowa
Grę w piłkę nożną rozpoczął w wieku 9 lat w szkolnej drużynie z Malmesbury School w hrabstwie Wiltshire. W wieku 10 lat przeniósł się z rodzicami do Kanady i rozpoczął treningi w zespole Chinguacousy FC z Bramalea. W trakcie kariery na poziomie seniorskim występował w North York Rockets i Clemson Tigers.

## Kariera reprezentacyjna
W latach 1986–1987 występował w reprezentacji Kanady U-20. Wziął udział w Mistrzostwach Ameryki Północnej U-20 1986, podczas których zdobył 6 bramek i wywalczył tytuł mistrzowski. Znalazł się w składzie na Igrzyska Panamerykańskie 1987 w Stanach Zjednoczonych, jednak nie wystąpił w żadnym spotkaniu. W październiku 1987 roku wystąpił na Młodzieżowych Mistrzostwach Świata w Chile, gdzie Kanada odpadła z turnieju po fazie grupowej, a on sam zaliczył 3 spotkania i zdobył 1 gola.
26 marca 1988 zadebiutował w seniorskiej reprezentacji Kanady w wygranym 3:1 towarzyskim meczu przeciwko Peru w Limie. W kwietniu tego samego roku zdobył jedynego gola w drużynie narodowej w spotkaniu z Jamajką (4:0). Ogółem zaliczył on w reprezentacji 4 oficjalne występy i zdobył 1 bramkę.

### Bramki w reprezentacji
| LP | Data            | Miejsce                    | Przeciwnik | Bramka | Rezultat | Ranga meczu     |
| -- | --------------- | -------------------------- | ---------- | ------ | -------- | --------------- |
| 1. | 5 kwietnia 1988 | Stadion Narodowy, Kingston | Jamajka    | 4:0    | 4:0      | Mecz towarzyski |

## Życie prywatne
Jest z pochodzenia Anglikiem. Urodził się w Londynie, wczesne dzieciństwo spędził w Malmesbury w hrabstwie Wiltshire. W wieku 10 lat przeprowadził się z rodziną do Bramalea w południowo-wschodniej Kanadzie.

## Sukcesy
Kanada U-20
- mistrzostwo Ameryki Północnej: 1986